# Miralia alternans
Miralia alternans is een van slang uit de familie waterdrogadders (Homalopsidae).

## Naam en indeling
De wetenschappelijke naam van de soort werd voor het eerst voorgesteld door Adolph Reuss in 1834. Oorspronkelijk werd de wetenschappelijke naam Brachyorrhos alternans gebruikt. Lange tijd werd de slang tot het geslacht Enhydris gerekend, waardoor deze naam in de literatuur wordt gebruikt. De soort werd door John Edward Gray in 1842 aan het geslacht Miralia toegewezen en is tegenwoordig de enige vertegenwoordiger van deze monotypische groep.

## Uiterlijke kenmerken
De slang bereikt een lichaamslengte tot ongeveer 60 centimeter, de staart is relatief kort. De ogen zijn relatief klein. De slang heeft 19 rijen gladde schubben in de lengte op het midden van het lichaam en 125 tot 164 schubben aan de buikzijde. Onder de staart zijn 23 tot 36 gepaarde staartschubben aanwezig. De anale schub is eveneens gepaard.

## Verspreiding en habitat
De soort komt voor in delen van Azië en leeft in de landen Indonesië en Maleisië. De habitat bestaat uit permanente wateren zoals rivieren en meren.

## Beschermingsstatus
Door de internationale natuurbeschermingsorganisatie IUCN is de beschermingsstatus 'onzeker' toegewezen (Data Deficient of DD).